# Teide

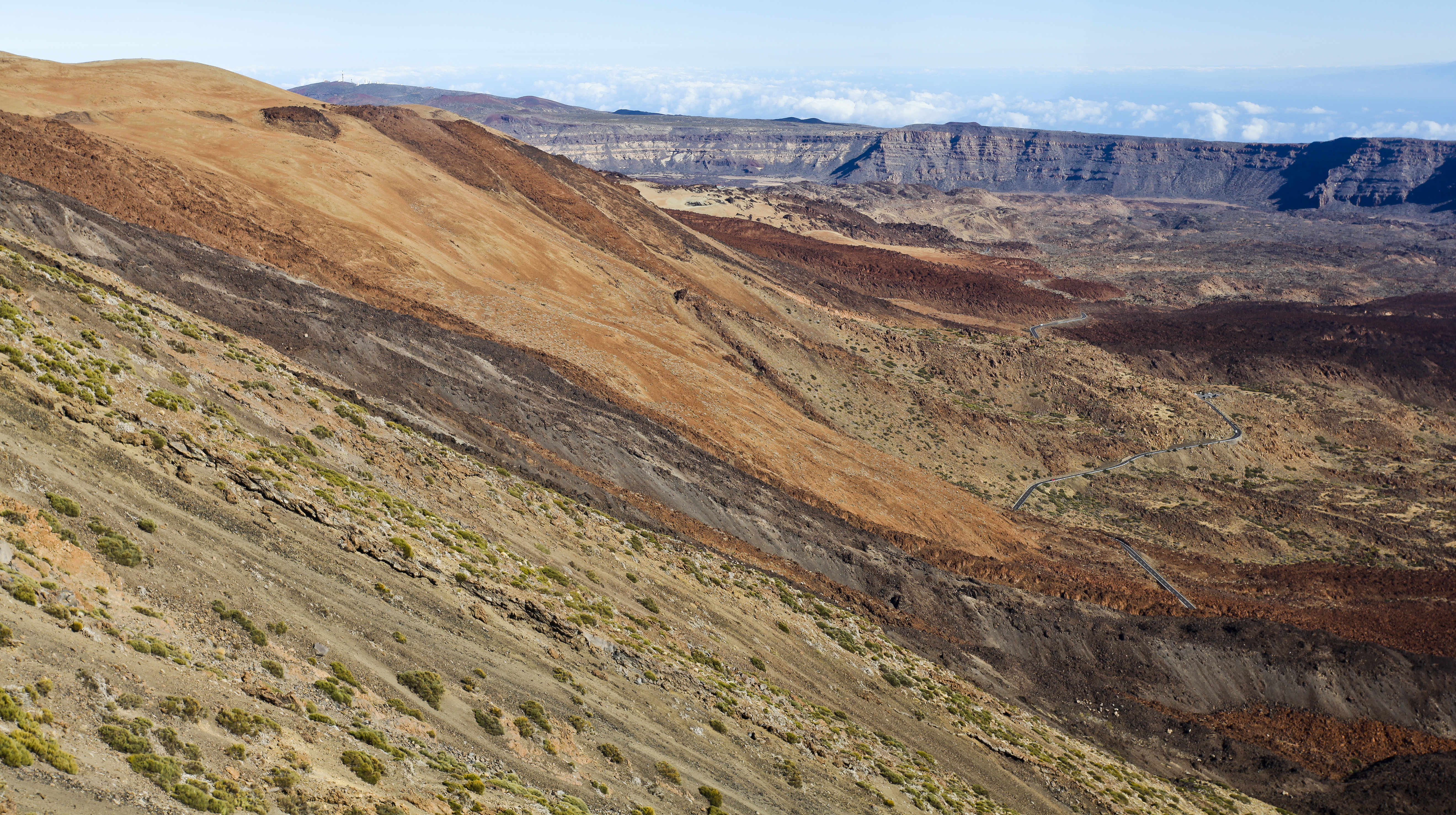
La caldera

Il Teide è un vulcano che si trova sull'isola di Tenerife, nell'arcipelago delle Canarie (Spagna, Oceano atlantico).
Con i suoi 3.715 m sul livello del mare (e circa 7.500 m sopra la piattaforma oceanica) è la vetta più alta della Spagna e anche la montagna più alta delle isole dell'Oceano Atlantico: è il terzo vulcano del mondo per altitudine dalla sua base, dopo il Mauna Loa e il Mauna Kea nelle isole Hawaii.

## Origini del nome
Le origini del nome non sono conosciute e non vengono riportate da fonti ufficiali. I Guanci (l'antica popolazione dell'isola) ubicavano in questo monte l'aldilà, il paradiso. Secondo la loro credenza qui viveva il Guayota che prese il dio Magec (dio della luce e del sole), e lo portò con sé all'interno della montagna; infatti, quando il meteo nell’isola di Tenerife non è dei migliori, arrivando anche solo ai piedi del vulcano Teide si supereranno le nuvole, raggiungendo così il sole. Si ritiene che il nome del vulcano derivi dalla parola aborigena Echeyde, che significava inferno.

## Geologia
Il vulcano ha un ciclo di eruzione di circa 150.000 anni. Un recente studio ha dimostrato che in futuro le eruzioni del Monte Teide saranno violente, in quanto ha una struttura ben consolidata che rende possibile una violenta eruzione. Questo studio ha anche rivelato che il Teide ha una struttura quasi identica a quella del Vesuvio e dell'Etna.
Nel tempo queste eruzioni formarono un cono vulcanico che si stima essere stato di circa 5.000 m sul livello del mare. Una eruzione esplosiva ha però distrutto la parte superiore del vulcano creando la caldera della Cañada; crollando verso nord, i detriti allungarono l'isola dandole l'attuale conformazione. Successivamente nuove eruzioni diedero forma all'attuale cono che vediamo oggi svettare al centro del bacino della Cañada. La sua particolare altezza in un contesto di totale assenza di montagne nelle vicinanze (è l'unica cima dell'isola) conferisce al Pico del Teide (la punta del vulcano) un grande fascino per gli escursionisti che da qui possono godere di una vista a 360°.

Teide 3D

Seppur non si registrino eruzioni dal 1909 il vulcano è ancora attivo. Nei pressi del Pico del Teide (oltre i 3.400 metri) l'alta temperatura delle rocce segnala la persistente attività del vulcano e causa il fenomeno delle fumarole (emissione di vapori sulfurei, che si verifica quando l'acqua infiltratasi nel terreno evapora a contatto con le rocce calde).

## Esplorazioni
La prima descrizione conosciuta del Teide è contenuta nel De Canaria et insulis reliquis ultra Hispaniam in Oceano noviter repretis (1.342 ca.) di Giovanni Boccaccio, resoconto di una spedizione di tre navi partite da Lisbona il 1º luglio 1341, con al comando il genovese Nicoloso da Recco e il fiorentino Angiolino del Tegghia de' Corbizzi:
(De Canaria et insulis reliquis ultra Hispaniam in Oceano noviter repretis, 1.342 ca.)
È possibile che al Teide si sia riferito anche Dante Alighieri nel canto XXVI dell'Inferno (vv. 124-135), in cui Ulisse parla del suo ultimo viaggio oltre Sibilia (Siviglia) e Setta (Ceuta):
dei remi facemmo ali al folle volo,

sempre acquistando dal lato mancino.

Tutte le stelle già de l'altro polo

vedea la notte, e 'l nostro tanto basso,

che non surgela fuor del marin suolo.

Cinque volte racceso e tante casso

lo lume era di sotto da la luna,

poi che 'ntrati eravam ne l'alto passo,

quando n'apparve una montagna, bruna

per la distanza, e parvemi alta tanto,

quanto veduta non avea alcuna»
(Inferno - Canto ventiseiesimo, 1.314)
Cristoforo Colombo, durante il suo viaggio per le Isole Canarie, la notte del 24 agosto 1492, prima di partire per l'America, scrisse nel suo diario che il picco delle fiamme era molto al di fuori del Teide.
L'ingegnere Leonardo Torriani, nel manoscritto del Cinquecento "Descrizione delle Isole Canarie", assicura che questo vulcano è famoso per la sua grande altezza, che è descritta dai marinai in mare da 440 miglia di distanza.

## Il Parco Nazionale
Il Parco nazionale del Teide è il parco nazionale più visitato in Europa e nel mondo il secondo più visitato. Dal 1954 il Teide e tutta la zona circostante fu inglobata nel Parque Nacional de Las Cañadas del Teide, attualmente conosciuto come Parque Nacional del Teide. Con la celebrazione del cinquantesimo anniversario del parco è iniziata una campagna presso l'UNESCO per la dichiarazione del parco quale patrimonio dell'umanità, riconoscimento ottenuto il 28 giugno 2007.

Vista del Teide da Los Roques de García

## Turismo
Nel 2016, è stato visitato da 4.079.823 visitatori e turisti che raggiungono un livello record.

## Nella cultura di massa
- Nel romanzo di Jules Verne L'agenzia Thompson & C. i protagonisti del viaggio scalano con grande difficoltà il Teide, riducendosi drasticamente di numero durante la scalata.
- Gran parte delle scene del film Scontro tra titani sono state girate presso il Teide.
- Il video musicale di Alessandra Amoroso "È vero che vuoi restare" è stato girato tra l'Osservatorio astronomico del Teide e la funivia che porta alla cima del vulcano.
- I primi due episodi della nona stagione di Doctor Who sono stati girati nei pressi del vulcano.